# Horný Hričov
Horný Hričov este o comună slovacă, aflată în districtul Žilina din regiunea Žilina, pe malul râului Váh. Localitatea se află la altitudinea de 320 m deasupra n.m., se întinde pe o suprafață de 5,78 km2 și în 2017 număra 789 de locuitori.

## Istoric
Localitatea Horný Hričov este atestată documentar din 1208.

## Demografie
| An:                | 1994 | 2004    | 2014   | 2024    |
| ------------------ | ---- | ------- | ------ | ------- |
| Număr de persoane: | 706  | 780     | 803    | 884     |
| Diferență:         |      | +10,48% | +2,94% | +10,08% |

| An:                | 2023 | 2024   |
| ------------------ | ---- | ------ |
| Număr de persoane: | 874  | 884    |
| Diferență:         |      | +1,14% |